# Fenomorfan

Strukturformel för fenomorfan.

Fenomorfan, summaformel C24H29NO3, systematiskt namn (-)-3-hydroxi-N-(2-fenyletyl)morfinan, är ett smärtstillande preparat som tillhör gruppen opioider. Preparatet används inte som läkemedel i Sverige.
Substansen är narkotikaklassad och ingår i förteckningen N I i 1961 års allmänna narkotikakonvention, samt i förteckning II i Sverige.